# Sant Nicolau de Sàsser
La catedral de Sant Nicolau, també anomenada Duomo, és l'església principal de la ciutat de Sàsser, Sardenya, situada a la plaça del Duomo, al centre històric. El temple és la seu de la càtedra de l'arquebisbat de Sàsser i està consagrada a Nicolau de Mira. És també una església parroquial de la ciutat.

## Història

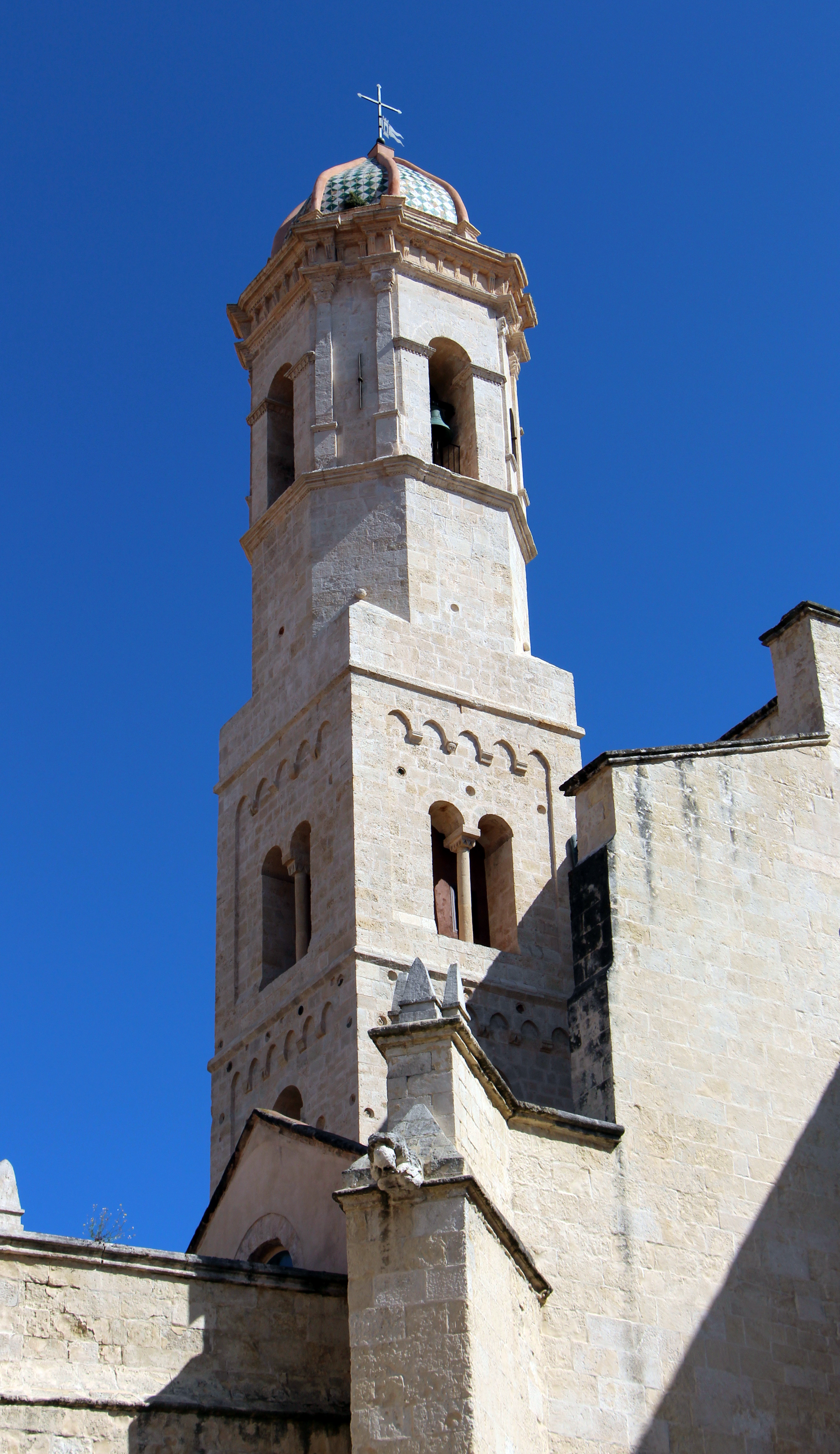
Torre campanar

L'existència d'una església dedicada a Sant Nicolau a Sàsser comença al segle xii, estant citada en un document monastic, el «Condaghe di san Pietro de Silki», encara que sorgeix a partir d'un edifici anterior paleocristià, els restes del qual són visibles sota l'actual absis. L'església va ser reconstruïda en el segle xiii en estil romànic pisà.
L'església de Sant Nicolau va ser l'única parroquia de Sàsser fins al 1278, quan van ser establertes altres parroquies a la ciutat. Entre 1435 i 1518 va ser renovada en estil gòtic-català, en seguit al trasllat de la càtedra vescovile de Porto Torres a Sàsser en el 1441, any on l'església de Sant Nicolau va ser elevada al rang de Catedral.
En el segle xvii va ser enderrocada la primera de les tres badies del temple, per problemes d'estabilitat. Entre el segle xvii i el xviii es va edificar l'actual façana de la seu, en estil barroc.

## Descripció

### Exterior
La catedral té un alt campanar a la banda esquerra, la base del qual té una barra quadrada, decorada amb arcs penjants, fine stres geminades, és gairebé tot el que queda de l'antiga església romànica. Per sobre, el campanar s'eleva de nou amb una torre octogonal amb una cúpula prima, afegida al segle xviii.
A la part exterior té una cúpula hemisfèrica i les gàrgoles, que sobresurten pels costats, algunes són de la reconstrucció original gòtica. Destaca la façana principal del temple, d'estil barroc, molt decorada. Aquesta façana es divideix en tres nivells: el primer és un pòrtic de tres arcs, el segon té 3 nínxols adornats que suporten les estàtues dels tres sants màrtirs turritani, i al tercer s'obre la fornícula amb la imatge de Sant Nicolau. Tanca la façana una escultura del Pare Etern, el vèrtex del frontó corb.

### Interior

#### Nau

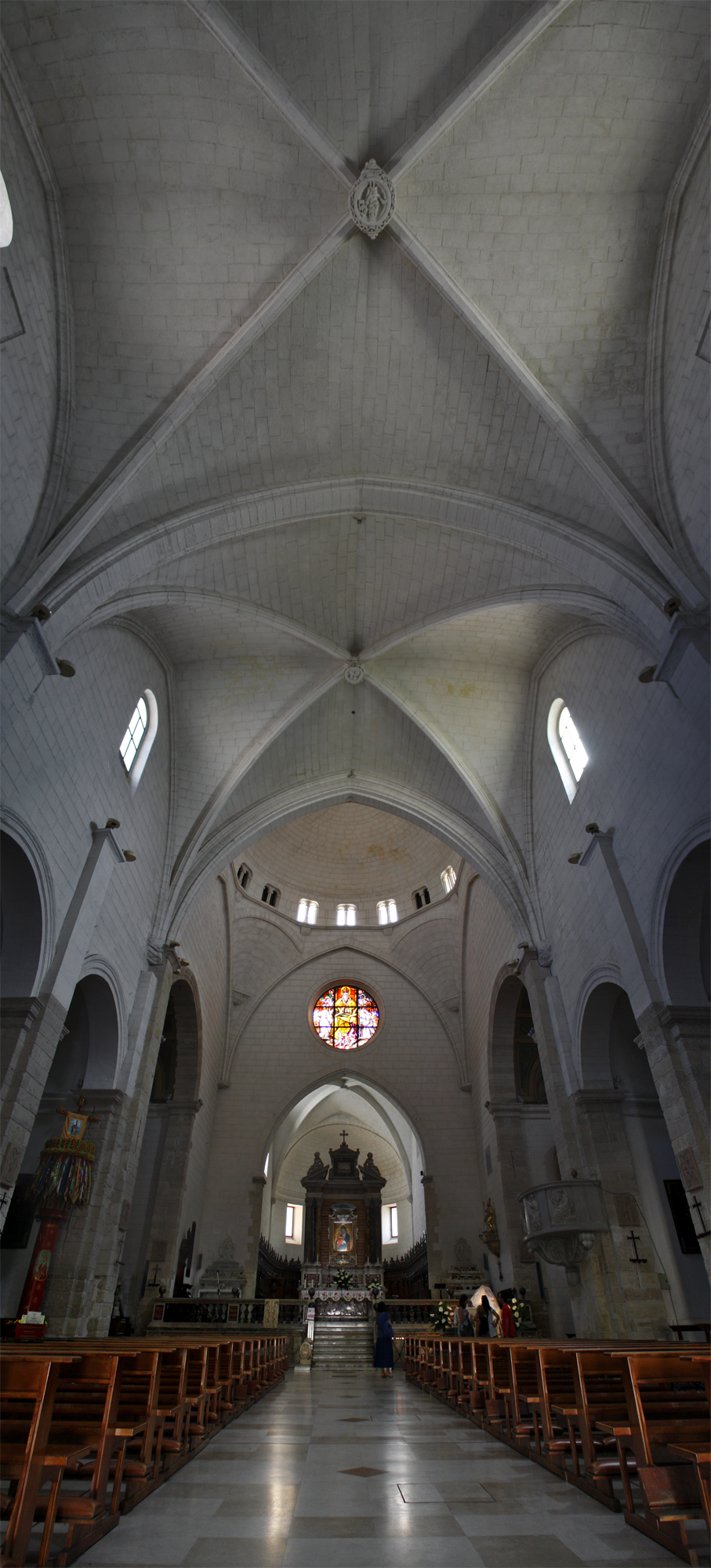
Interior

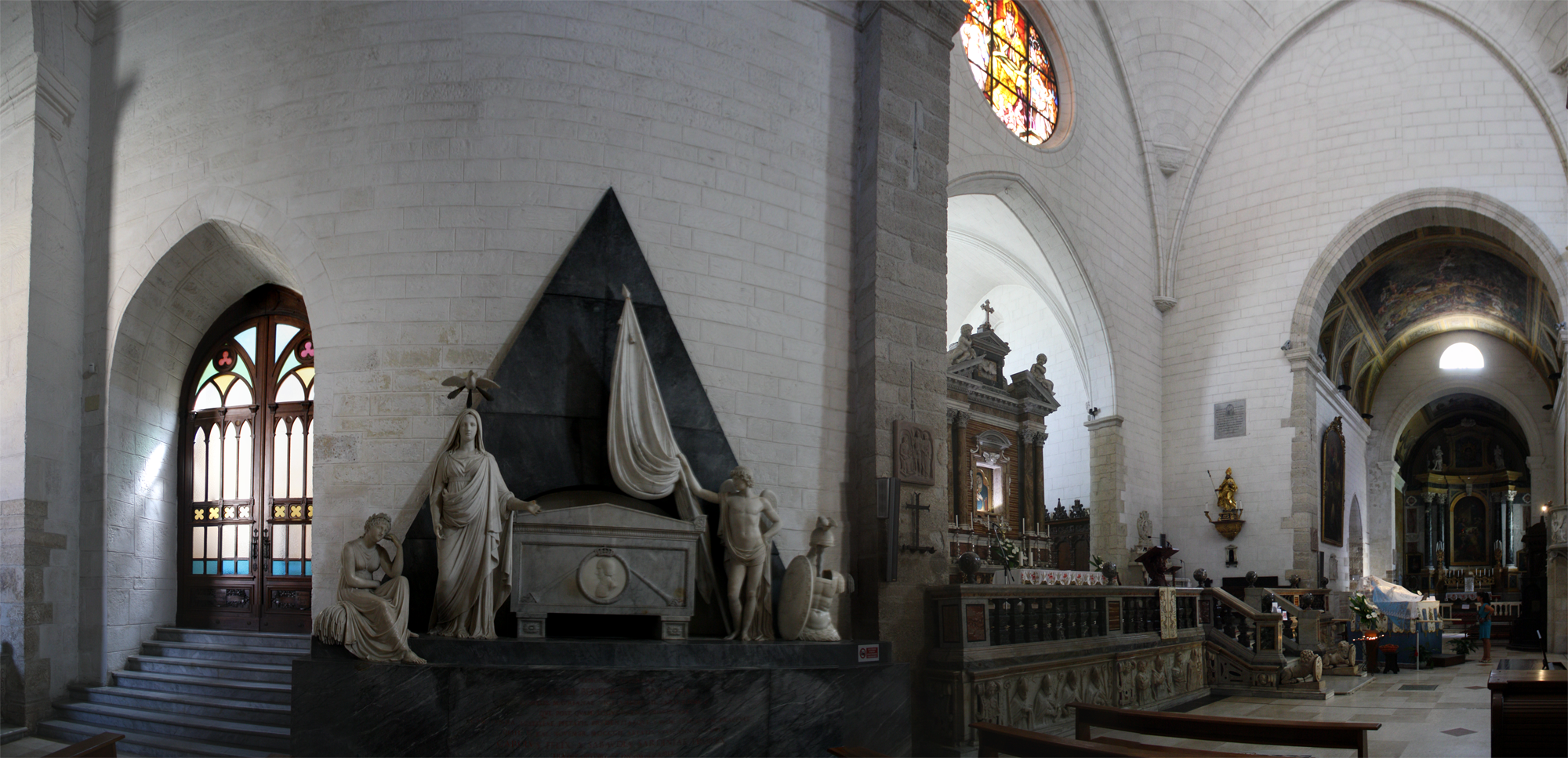
Mausoleu de Placido Benedetto de Savoia

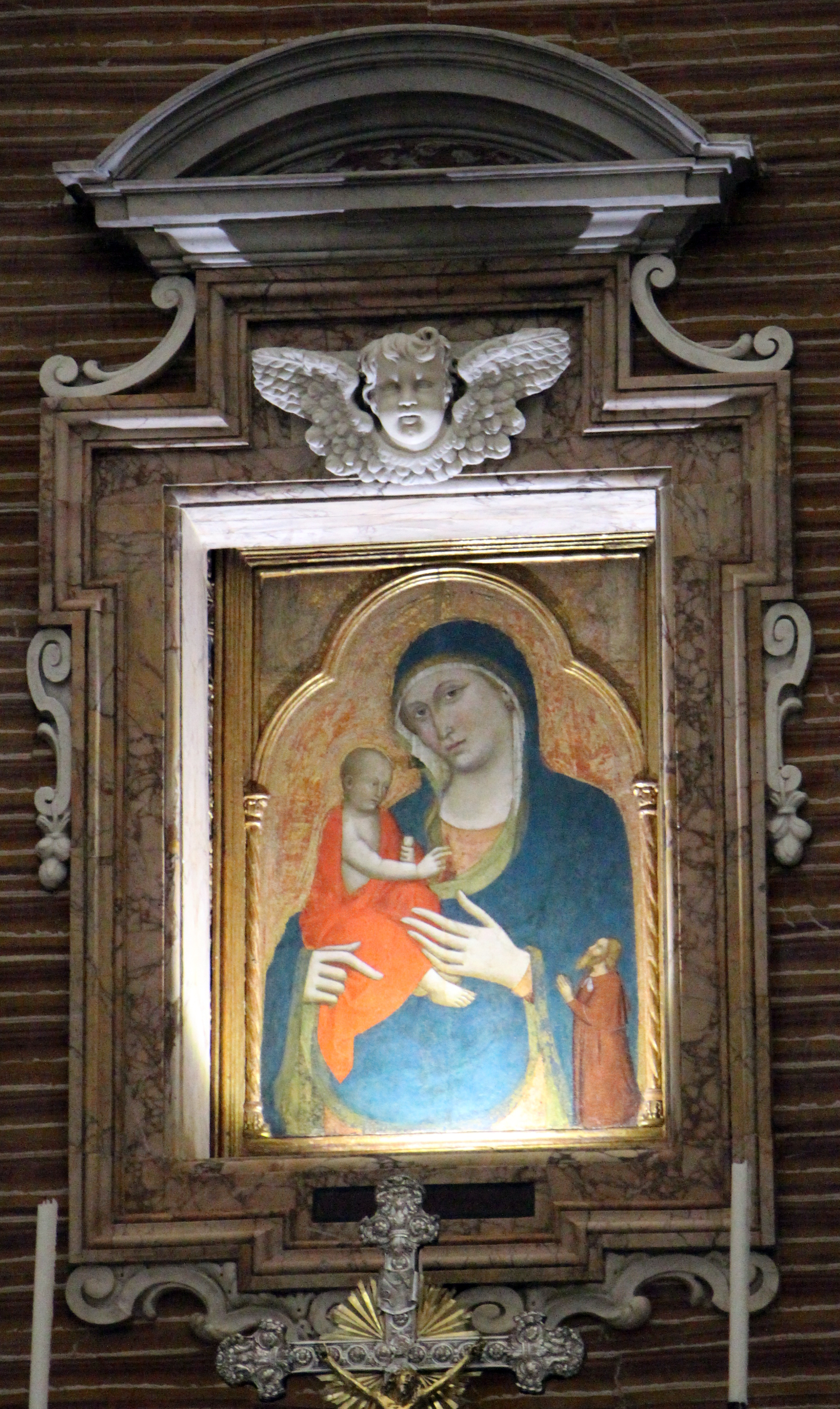
La Madonna del Bosc sobre l'altar més gran, de l'escola senesa del Trecento

El porxo és una volta de creueria, al,qual s'accedeix des de l'entrada principal de la catedral. L'interior és espaiós, amb una sola nau, dividida en dos trams per arcs de mig punt, amb creu esbossada per les costelles, construït en dues fases entre 1430 i 1505 en estil gòtic tardà català. Lateralment es van obrir vuit capelles, dues per cada tram a les que s'accedeix a través d'arcs de mig punt. A la dreta, a l'altura de l'última capella, està el púlpit de marbre, obra d'estil neoclàssic del 1840 de Giuseppe Gaggini; al parapet, semicircular, els quatre evangelistes estan representats en baix relleu.

#### Transsepte
Quan el segon tram s'acobla amb el transsepte, el centre del qual està sobre d'una gran sala de planta quadrangular, s'eleva la cúpula semiesfèrica renaixentista en quatre carcanyols de les cantonades, un conjunt de prestatges amb tallat per sobre dels emblemes dels quatre evangelistes, de la qual avui només queda l'àguila de Sant Joan. Al llarg del tambor de la cúpula estan obertes les setze finestres geminades, d'estil gòtic - català, algunes cegues. En el creuer hi ha dues capelles, on hi ha dos altars de marbre imponents.
- Costat dret

Es troba la capella del Santissim Sagrament, amb un altar del segle xix, gravat entre el 1818 i el 1820 de Francesco Orsolino i Giacomo Gaggini, en formes de barroc tardà, amb alguna concessió al neoclassicisme; a l'altar hi ha una tela, representant el Sant Sopar, pintada per Marghinotti en el segle xix. Del grup escultòric d'aquest altar eren també part de les dues estàtues de sants bisbes, avui col·locades sobre el taulell, en dos nínxols.
- Costat esquerre

En el costat esquerre es troba la capella dedicada a Santa Anna, amb l'altar del segle xviii. També té un grup escultural del Mausoleu de Placido Benedetto de Savoia, comte de Mauriena, obra marmorea de Felice Festa en estil neoclassic, del 1807.

#### Presbiteri i absis
Al centre del creuer, sota la cúpula, es troba el presbiteri que s'eleva per sobre del terra de l'aula i està tancat per un ampit de marbre. Del mateix material són els dos lleons col·locats a banda i banda de les escales d'entrada. La base de l'ampit està decorada amb baixos relleus que representen els sants màrtirs turritani.
De marbre és també l'altar major, de 1690 i estil clàssic, caracteritzat per dos parells de columnes amb capitells corintis, regents un entaulament, per sobre del qual hi ha un timpà amb un quiosc en el centre i un colom que representa l'Esperit Sant. A l'altar hi ha una icona del segle xiv, anomenada Madonna del Bosco, preciosa pintura de l'escola de Siena.
Darrere de l'altar s'obre l'arc apuntat que porta a l'absis, format per dues sales: la primera sala, de planta quadrada, de volta de creuer gòtic, originari de la reconstrucció del segle xv i XVI, la segona, semicircular, es va tornar un quart d'esfera, del segle xviii. A l'absis hi ha un interessant cor de fusta, tallada per artesans locals al segle xviii.